# Друга књига о царевима
Друга књига Царевима (која се зове и Четврта књига о царевима) јесте једна од књига Светога писма (Стари завјет) и Танаха. 
Вероватно написана између 560. и 540. п. н. е.. Нема име аутора. По предању, пророк Јеремија је написао и прву и другу књигу Царевима. 
Друга књига Царевима је наставак Прве књиге Царевима. Она наставља причу Царевима унутар подељеног царства (Израел и Јудеја). Друга књига Царевима завршава свргавањем и протеривањем народа Израела и Јудеје у Асирију и Вавилон.

## Кратак садржај
Друга књига Царевима описује пропаст подељеног царства. Пророци су наставили да упозоравају Божије људе да се ближи суд Божији, али се они нису покајали. Израелом су узастопно владали зли цареви. Иако су неки од царева Јудеје били добри, већина њих је водила људе далеко од Господњег пута. Та неколицина добрих владара, укључујући Јелесију и друге пророке није могла да спречи пропаст народа. Најзад, Израел – Северно царство су уништили Асирци, док су Јудеју – Јужно царство уништили Вавилонци 136 година касније.
У Другој књизи Царевима постоје три истакнуте теме. Прво, Господ ће судити Свом народу када Му окрену леђа и када нису послушни. Неверност Израелаца која се огледала у идолопоклонству њихових царева је довела до Божијег гнева због њихове непослушности. 
Друго, реч правих Божијих пророка се увек обистини. Речи Његових пророка су увек истините јер Бог увек држи Своју реч. Треће, Господ је веран. Он није свргао са власти Давидову породицу, упркос непослушности народа и злим царевима који су водили тај народ, сећајући се обећања датог Давиду (2. Самуилова 7, 10, 11, 12, 13).

## Предсказања
Исус користи приче о удовици из Сарепте (1 цар) и јунаку по имену Неман да покаже дивну истину о Божијем саосећању према онима које су Јевреји сматрани недостојним Божије благодати – сиромашнима, слабима, угњетаванима, цариницима, Самарћанима, онима који нису Јевреји. Наводећи примере сиромашне удовице и губавца Исус је показао да је Добри Лекар који лечи и слуга онима којима је највише потребна Божија милост. Управо ова истина је основа тајне Христовог тела, Његове Цркве, која ће бити састављена од свих друштвених нивоа, мушкараца и жена, богатих и сиромашних, Јевреја и Грка (Ефесцима 3, 1—6).
Многа Јелисејева чуда наговештавају самог Исуса. Јелисеј је подигао из мртвих сина једне Сунамка (2 цар 4, 34, 35), излечио Немана од губе (2. Царевима 5:1-19), и умножио хлеб да нахрани стотине људи тако да је чак и претекло (2 цар 4, 42, 43, 44). 

## Практична примена
Бог не воли грех и неће дозволити да се грех у недоглед настави. Уколико му припадамо можемо очекивати Његову казну када нисмо послушни. Милостиви Отац исправља (опомиње) своју децу ради њихове користи, чиме доказује да Му заиста припадају. С времена на време Бог користи невернике да би дисциплиновао Свој народ довео до изцељења (поправљања) и увек нас упозори пре него што донесе суд. Ми као Хришћани имамо Његову Реч да нас водити и упозорава када скренемо са Његовог пута. Његова Реч је поуздана и увек истинита, као код старих пророка. Бог је веран према нама, Свом народу чак и када ми то нисмо.
Приче о удовици и губавцу су примери који се односе на Христово тело. У нашим црквама треба да пријатно дочекамо све оне који припадају Христу, баш као што Јелисеј има сажаљење према најнижем слоју друштва. Бог не “гледа ко је ко” (Дела 10, 34) а ни ми не би требало. 

## Извор
1. 1 2